# Olympische Sommerspiele 2012/Leichtathletik – 3000 m Hindernis (Frauen)

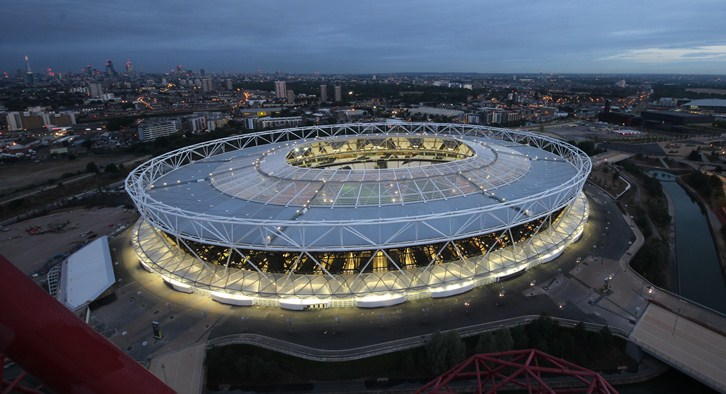
Das Olympiastadion von London im Jahr 2015

Der 3000-Meter-Hindernislauf der Frauen bei den Olympischen Spielen 2012 in London wurde am 4. und 6. August 2012 im Olympiastadion London ausgetragen. 44 Athletinnen nahmen teil.
Olympiasiegerin wurde die Tunesierin Habiba Ghribi. Sie gewann vor der Äthiopierin Sofia Assefa und der Kenianerin Milcah Cheywa.
Für Deutschland starteten Gesa Felicitas Krause und Antje Möldner-Schmidt. Beide erreichten das Finale. Möldner-Schmidt wurde Sechste, Krause Siebte.

Athletinnen aus der Schweiz, Österreich und Liechtenstein nahmen nicht teil.

## Aktuelle Titelträgerinnen
| Olympiasiegerin                      | Gulnara Galkina ( Russland)    | 8:58,81 min  | Peking 2008       |
| Weltmeisterin                        | Habiba Ghribi ( Tunesien)      | 9:11,97 min  | Daegu 2011        |
| Europameisterin                      | Gülcan Mıngır ( Türkei)        | 9:32,96 min  | Helsinki 2012     |
| Zentralamerika und Karibik-Meisterin | Korene Hinds ( Jamaika)        | 9:54,67 min  | Mayagüez 2011     |
| Südamerika-Meisterin                 | Ángela Figueroa ( Kolumbien)   | 9:58,00 min  | Buenos Aires 2011 |
| Asienmeisterin                       | Minori Hayakari ( Japan)       | 9:52,42 min  | Kōbe 2011         |
| Afrikameisterin                      | Mercy Njoroge ( Kenia)         | 9:43,26 min  | Porto-Novo 2012   |
| Ozeanienmeisterin                    | Christina Taylor ( Neuseeland) | 11:21,94 min | Cairns 2012       |

## Rekorde

### Bestehende Rekorde
| Weltrekord         | Gulnara Galkina ( Russland) | 8:58,81 min | Peking, Volksrepublik China           | 17. August 2008 |
| Olympischer Rekord | Gulnara Galkina ( Russland) | 8:58,81 min | Finale OS Peking, Volksrepublik China | 17. August 2008 |

Der bestehende olympische Rekord, gleichzeitig Weltrekord, wurde bei diesen Spielen nicht erreicht. Die schnellste Zeit lief die tunesische Olympiasiegerin Habiba Ghribi im Finale am 6. August mit 9:08,37 min. Den Rekord verfehlte sie damit um 9,56 Sekunden.

### Rekordverbesserungen
Es wurden zwei neue Landesrekorde aufgestellt:
- 9:27,21 min – Poļina Jeļizarova (Lettland), erster Vorlauf am 4. August
- 9:08,37 min – Habiba Ghribi (Tunesien), Finale am 6. August

Anmerkung:
Alle Zeiten in diesem Beitrag sind nach Ortszeit London (UTC±0) angegeben.

## Doping und die Leidtragenden
In dieser Disziplin kam es zu fünf Dopingfällen:
- Im März 2016 wurde die Russin Julija Saripowa 2016 rückwirkend wegen Verletzung der Antidopingbestimmungen disqualifiziert.[2] Ihr wurden somit ihr Olympiasieg und auch der Weltmeistertitel von 2011 aberkannt. Die Tunesierin Habiba Ghribi wurde zur neuen Olympiasiegerin erklärt. Sofia Assefa erhielt die Silbermedaille, Milcah Cheywa Bronze. Ghribi wurden die Goldmedaillen für ihren Olympiasieg und ihren Weltmeistertitel während der U-23-Mittelmeerspiele im tunesischen Radès von der Olympiasiegerin im 400-Meter-Hürdenlauf von 1984 Nawal El Moutawakel aus Marokko in ihrer Funktion als IOC-Vizepräsidentin überreicht.[3]
- Auch die Spanierin Marta Domínguez, auf Platz zwölf ins Ziel gekommen, wurde nachträglich wegen Dopingmissbrauchs disqualifiziert. Der Internationale Sportgerichtshof (CAS) verurteilte Domínguez im November 2015 zu einer dreijährigen Sperre. Außerdem wurden ihr alle Titel, welche sie zwischen dem 5. August 2009 und dem 4. Januar 2013 errungen hatte, aberkannt. Dies betraf unter anderem den Weltmeistertitel über 3000 Meter Hindernis von 2009 und den Vizeeuropameistertitel von 2010.[4]
- Im Mai 2015 wurde die Ukrainerin Switlana Schmidt – als Elfte des dritten Vorlaufs ausgeschieden – wegen Auffälligkeiten in ihrem biologischem Pass nachträglich disqualifiziert.[5]
- Die Türkin Binnaz Uslu – im ersten Vorlauf als Letzte ins Ziel gekommen und damit ausgeschieden – erhielt 2014 eine lebenslange Sperre wegen wiederholten Dopingmissbrauchs, die rückwirkend vom 30. August 2011 an wirksam wurde.[6]
- Die im zweiten Vorlauf ausgeschiedene Türkin Gülcan Mıngır wurde bei neuen Analysen der Dopingproben von den Spielen in London positiv auf die verbotene Substanz Dehydrochlormethyltestosteron getestet. Folgerichtig wurde sie disqualifiziert.[7]

Da die drei letztgenannten Dopingsünderinnen bereits in den Vorläufen ausschieden, kam es hier zu keinen weiteren Konsequenzen für andere Läuferinnen. Das war ganz anders in den ersten beiden Fällen. Benachteiligt wurden hier insbesondere folgende Athletinnen:
- Habiba Ghribi, Tunesien – Sie wurde erst nach mehreren Jahren als Olympiasiegerin anerkannt.
- Milcah Chemos Cheywa, Kenia – Sie erhielt erst mit mehreren Jahren ihre Bronzemedaille und konnte nicht an der Siegerehrung teilnehmen.
- Ancuța Bobocel, Rumänien – Sie hatte sich mit ihrer Zeit von 9:31,06 min eigentlich für das Finale qualifiziert.
- Barbara Parker, Großbritannien – Sie wäre sich mit ihrer Zeit von 9:32,07 min ebenfalls im Finale startberechtigt gewesen.

## Vorläufe
Es wurden drei Vorläufe durchgeführt. Für das Finale qualifizierten sich pro Lauf die ersten vier Athletinnen (hellblau unterlegt). Darüber hinaus kamen die drei Zeitschnellsten, die sogenannten Lucky Loser (hellgrün unterlegt), weiter.

### Vorlauf 1
4. August 2012, 11:35 Uhr
| Platz | Name                  | Nation              | Zeit (min) | Anmerkung                              |
| ----- | --------------------- | ------------------- | ---------- | -------------------------------------- |
| 01    | Gesa Felicitas Krause | Deutschland         | 9:24,91    |                                        |
| 02    | Etenesh Diro          | Äthiopien           | 9:25,31    |                                        |
| 03    | Milcah Chemos Cheywa  | Kenia               | 9:27,09    |                                        |
| 04    | Poļina Jeļizarova     | Lettland            | 9:27,21    | NR                                     |
| 05    | Gulnara Galkina       | Russland            | 9:28,76    |                                        |
| 06    | Barbara Parker        | Großbritannien      | 9:32,07    | eigentlich für das Finale qualifiziert |
| 07    | Li Zhenzhu            | Volksrepublik China | 9:34,29    |                                        |
| 08    | Diana Martín          | Spanien             | 9:35,77    |                                        |
| 09    | Genevieve LaCaze      | Australien          | 9:37,90    |                                        |
| 10    | Korene Hinds          | Jamaika             | 9:37,95    |                                        |
| 11    | Salima Elouali Alami  | Marokko             | 9:44,62    |                                        |
| 12    | Shalaya Kipp          | USA                 | 9:48,33    |                                        |
| 13    | Sudha Singh           | Indien              | 9:48,86    |                                        |
| 14    | Swjatlana Kudselitsch | Belarus             | 9:54,77    |                                        |
| DOP   | Binnaz Uslu           | Türkei              | 10:31,00   | [ 6 ]                                  |

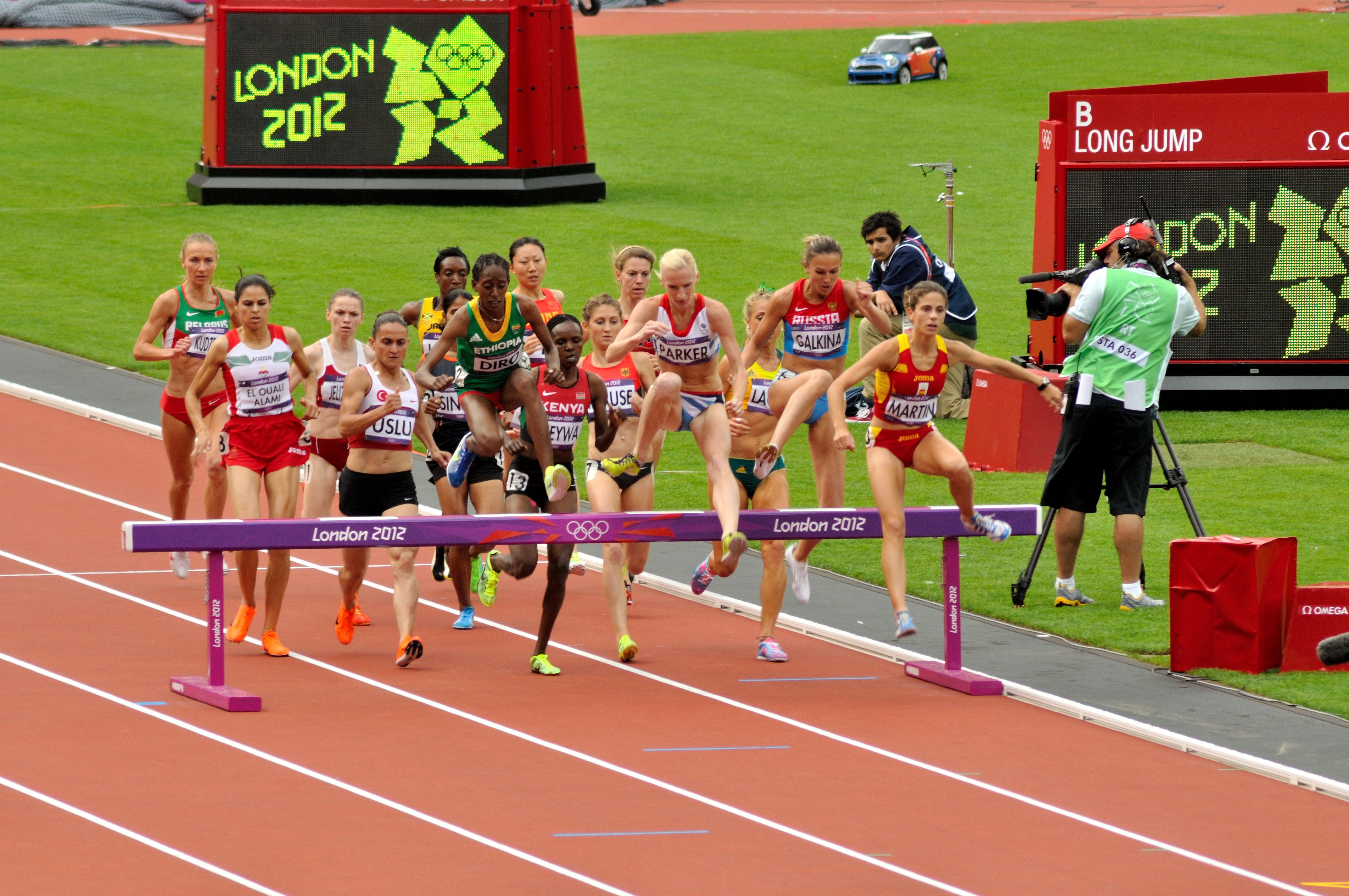
Szene aus dem ersten Vorlauf

Im ersten Vorlauf ausgeschiedene Hindernisläuferinnen:

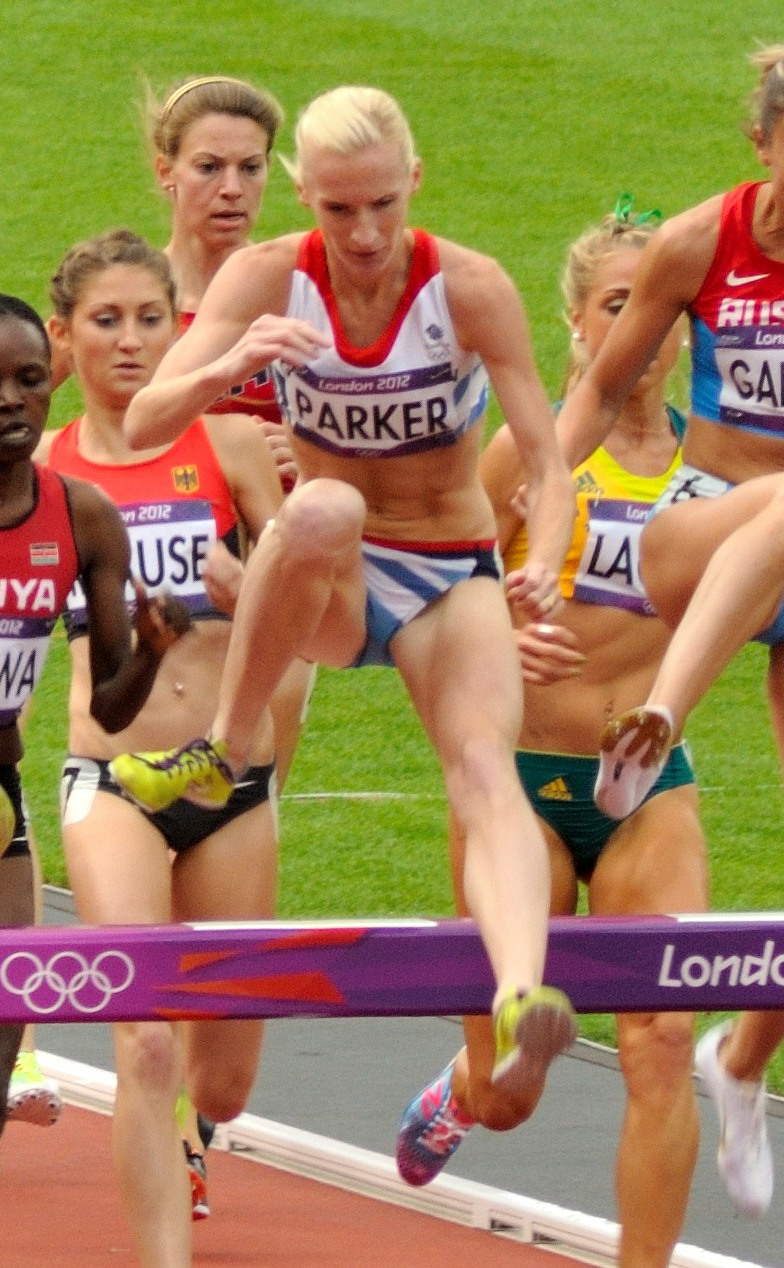
Barbara Parker schied als Sechste nur aus, weil eine gedopte Läuferin vor ihr lag
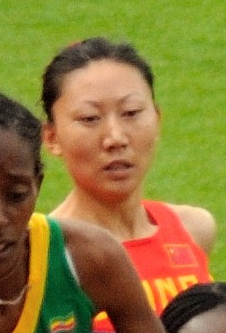
Li Zhenzhu – Rang sieben
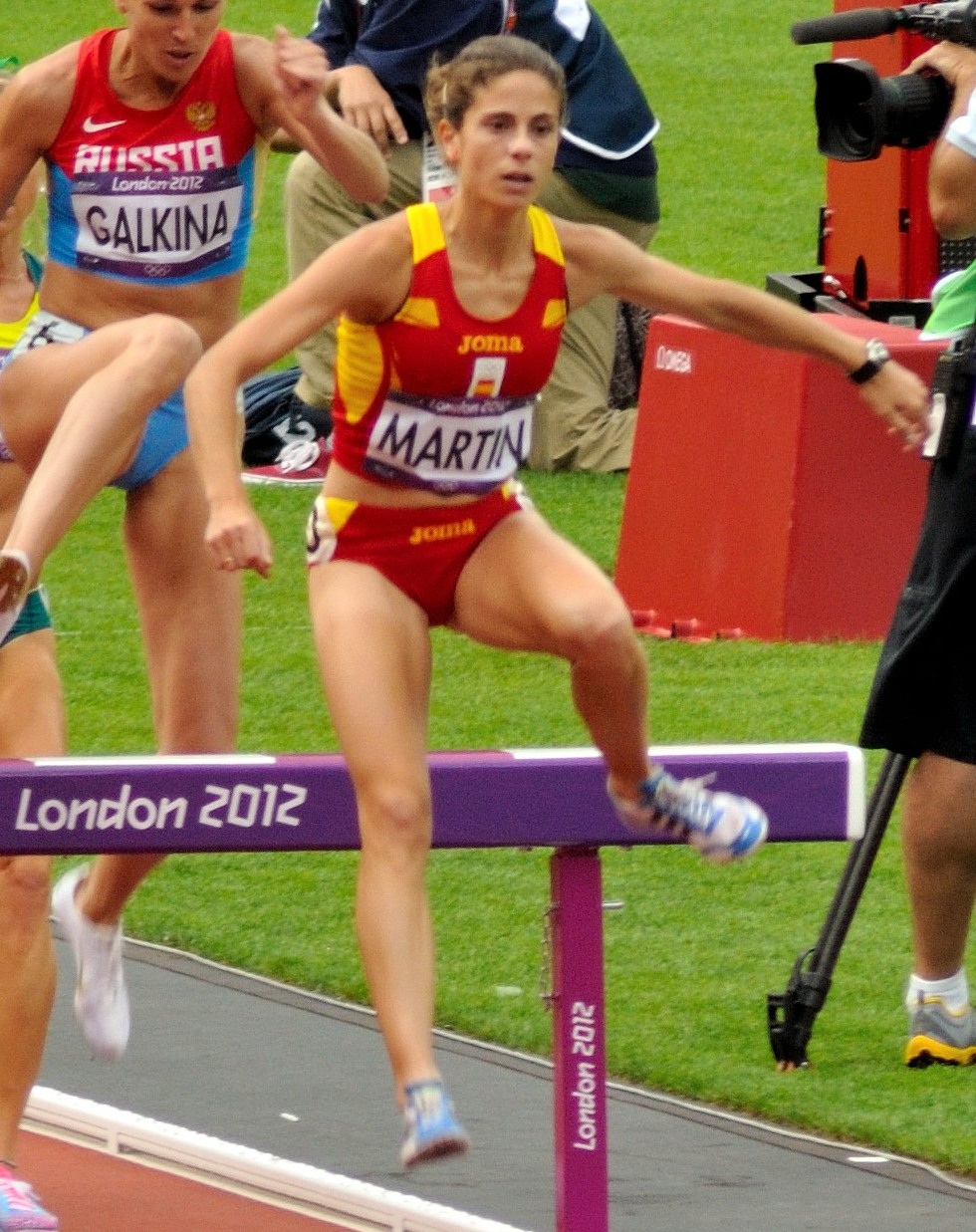
Diana Martín – Rang acht
Genevieve LaCaze – Rang neun
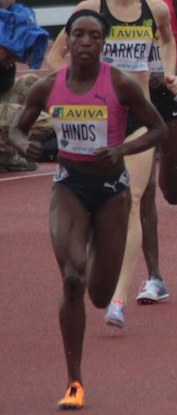
Korene Hinds – Rang zehn
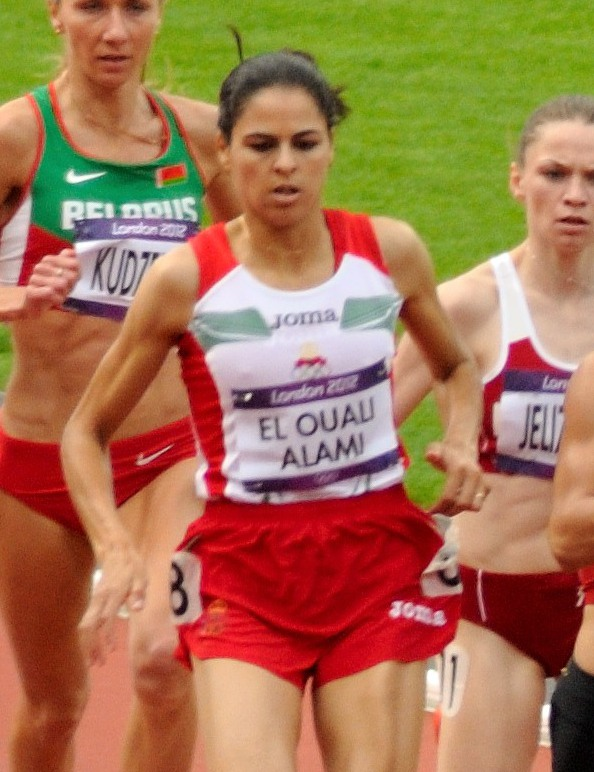
Salima Elouali Alami – Rang elf
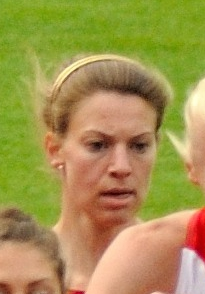
Shalaya Kipp – Rang zwölf
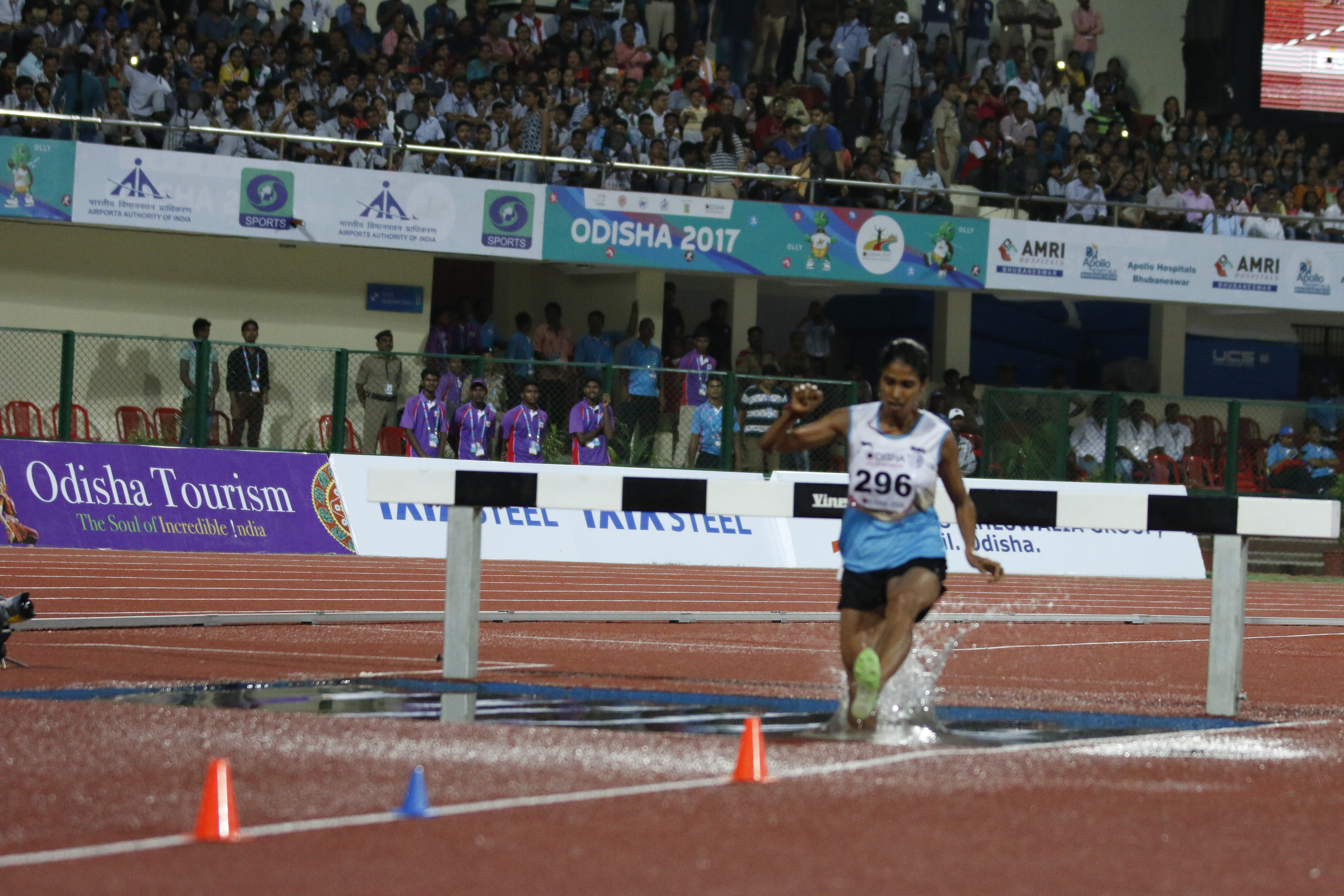
Sudha Singh – Rang dreizehn
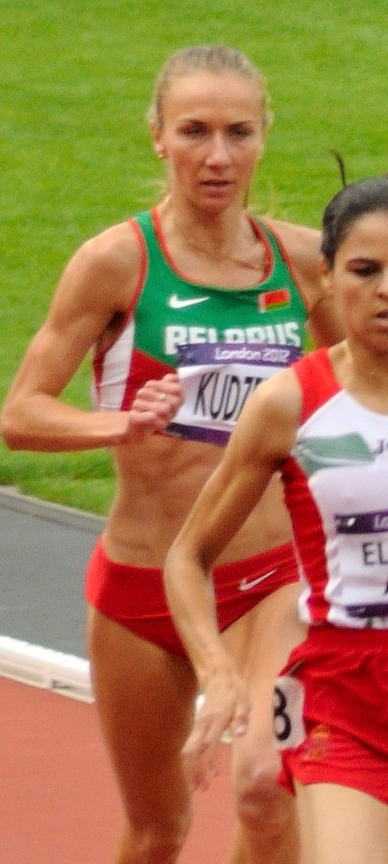
Swjatlana Kudselitsch – Rang vierzehn
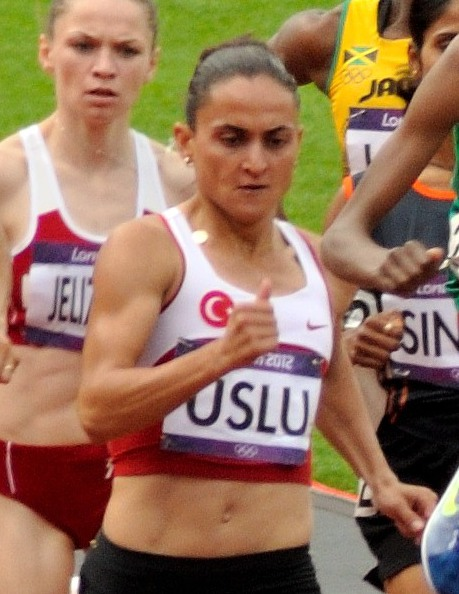
Binnaz Uslu – gedopt und disqualifiziert

### Vorlauf 2
4. August 2012, 11:51 Uhr
| Platz | Name               | Nation              | Zeit (min) | Anmerkung                 |
| ----- | ------------------ | ------------------- | ---------- | ------------------------- |
| 01    | Sofia Assefa       | Äthiopien           | 09:25,42   |                           |
| 02    | Habiba Ghribi      | Tunesien            | 09:27,42   |                           |
| 03    | Emma Coburn        | USA                 | 09:27,51   |                           |
| 04    | Clarisse Cruz      | Portugal            | 09:30,06   |                           |
| 05    | Jelena Orlowa      | Russland            | 09:33,14   |                           |
| 06    | Walentyna Schudina | Ukraine             | 09:37,90   |                           |
| 07    | Lydia Rotich       | Kenia               | 09:42,03   |                           |
| 08    | Stephanie Reilly   | Irland              | 09:44,77   |                           |
| 09    | Katarzyna Kowalska | Polen               | 09:48,60   |                           |
| 10    | Beverly Ramos      | Puerto Rico         | 09:55,26   |                           |
| 11    | Cristina Casandra  | Rumänien            | 09:58,83   |                           |
| 12    | Yin Anna           | Volksrepublik China | 10:09,10   |                           |
| 13    | Ángela Figueroa    | Kolumbien           | 10:25,60   |                           |
| DOP   | Marta Domínguez    | Spanien             | 09:29,71   | für das Finale zugelassen |
| DOP   | Gülcan Mıngır      | Türkei              | 09:47,35   | [ 7 ]                     |

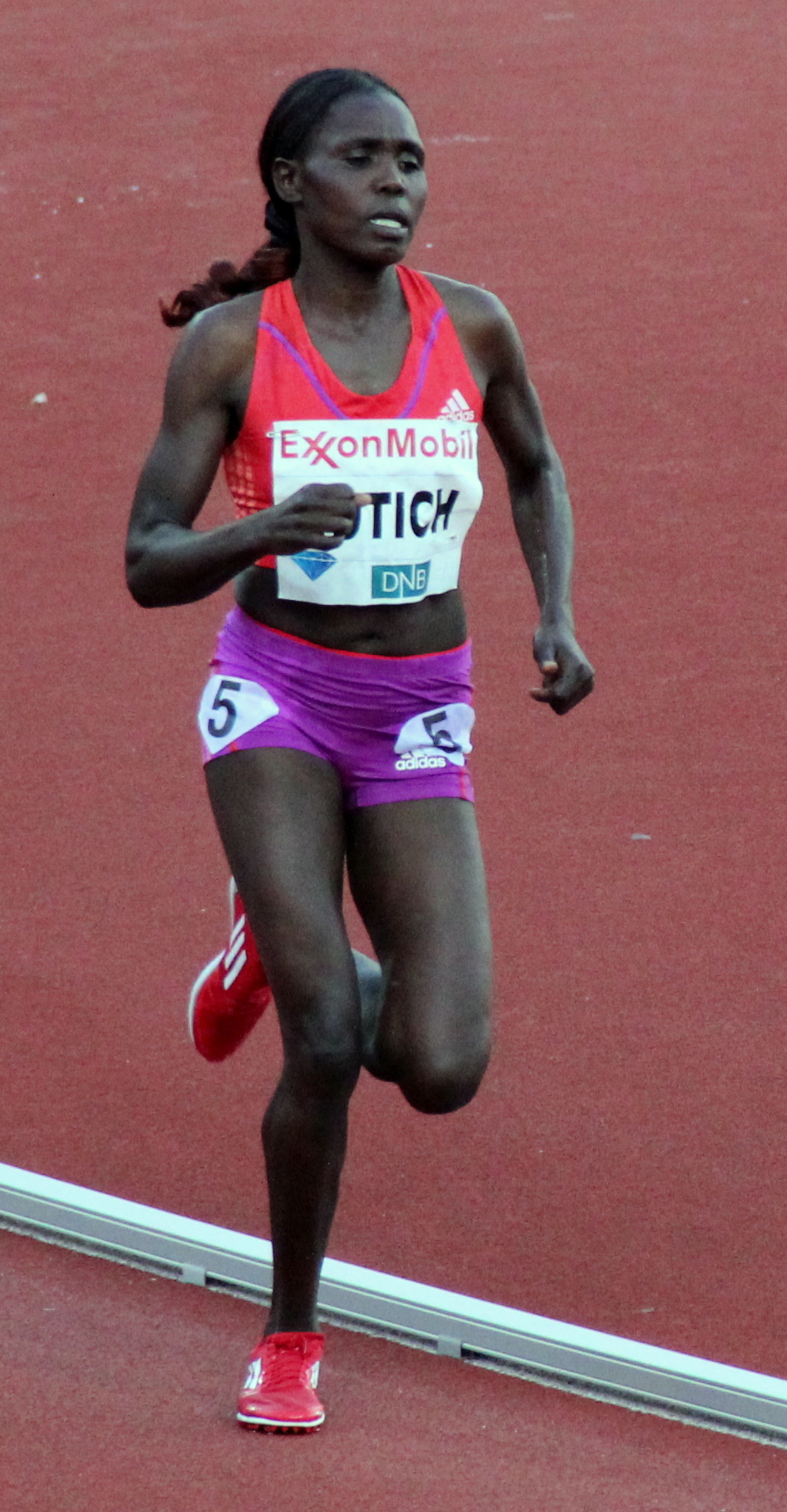
Lydia Rotich – ausgeschieden als Siebte des zweiten Vorlaufs

Weitere im zweiten Vorlauf ausgeschiedene Hindernisläuferinnen:

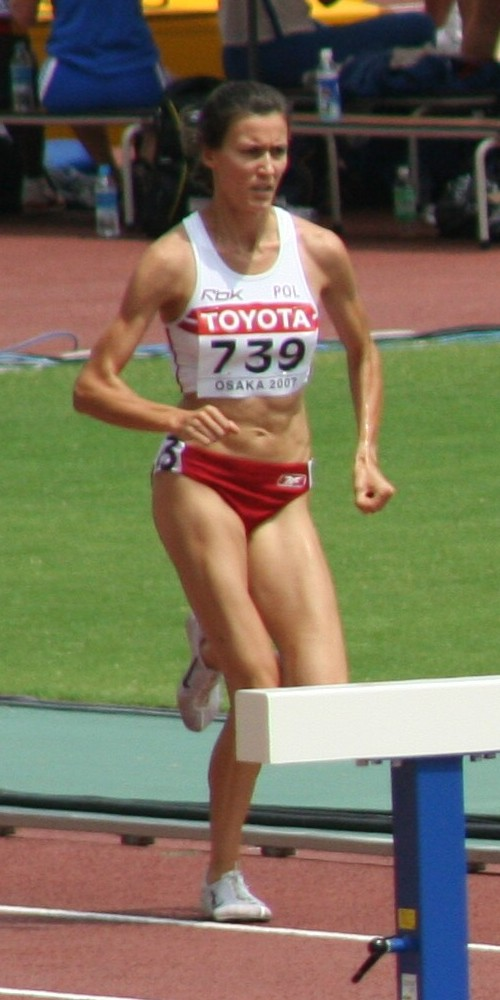
Katarzyna Kowalska – Rang neun
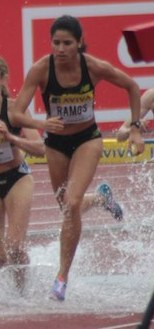
Beverly Ramos – Rang zehn
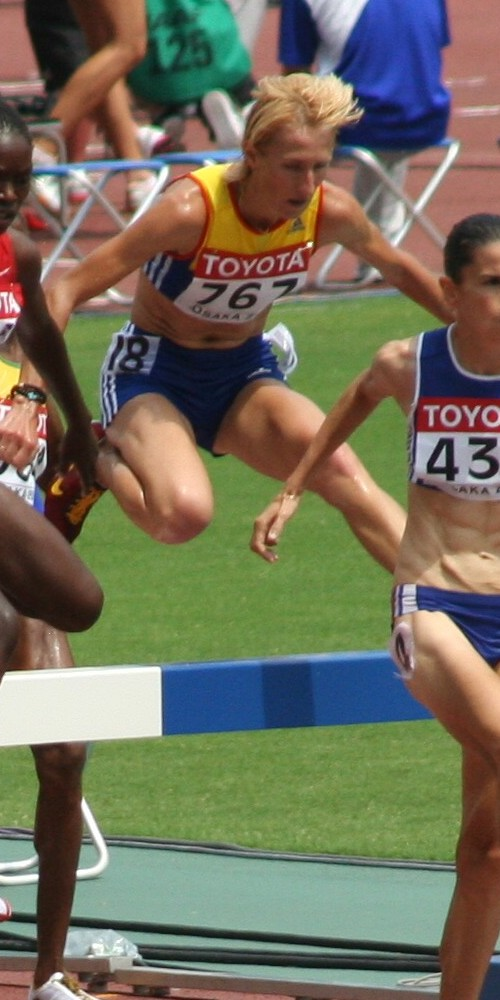
Cristina Casandra – Rang elf
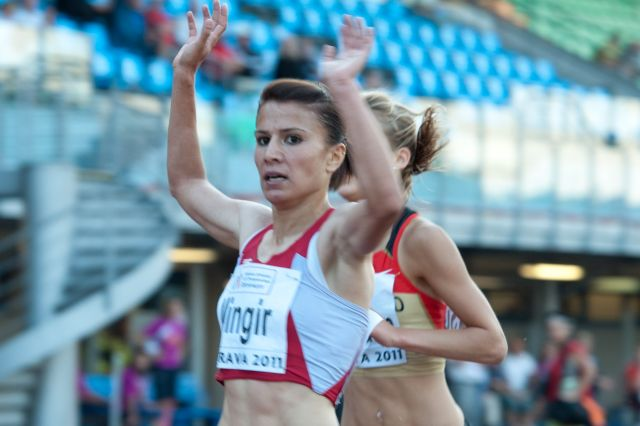
Gülcan Mıngır – gedopt und disqualifiziert

### Vorlauf 3
4. August 2012, 12:07 Uhr
| Platz | Name                  | Nation         | Zeit (min) | Anmerkung                              |
| ----- | --------------------- | -------------- | ---------- | -------------------------------------- |
| 01    | Hiwot Ayalew          | Äthiopien      | 09:24,01   |                                        |
| 02    | Mercy Wanjiku Njoroge | Kenia          | 09:25,99   |                                        |
| 03    | Antje Möldner-Schmidt | Deutschland    | 09:26,57   |                                        |
| 04    | Bridget Franek        | USA            | 09:29,86   |                                        |
| 05    | Ancuța Bobocel        | Rumänien       | 09:31,06   | eigentlich für das Finale qualifiziert |
| 06    | Dorcus Inzikuru       | Uganda         | 09:35,29   |                                        |
| 07    | Sandra Eriksson       | Finnland       | 09:50,71   |                                        |
| 08    | Eilish McColgan       | Großbritannien | 09:54,36   |                                        |
| 09    | Kaltoum Bouaasayriya  | Marokko        | 09:58,77   |                                        |
| 10    | Silwija Danekowa      | Bulgarien      | 09:59,52   |                                        |
| 11    | Özlem Kaya            | Türkei         | 10:03,52   |                                        |
| 12    | Matylda Szlęzak       | Polen          | 10:08,84   |                                        |
| DOP   | Julija Saripowa       | Russland       | 09:25,68   | für das Finale zugelassen              |
| DOP   | Switlana Schmidt      | Ukraine        | 10:01,09   | [ 5 ]                                  |

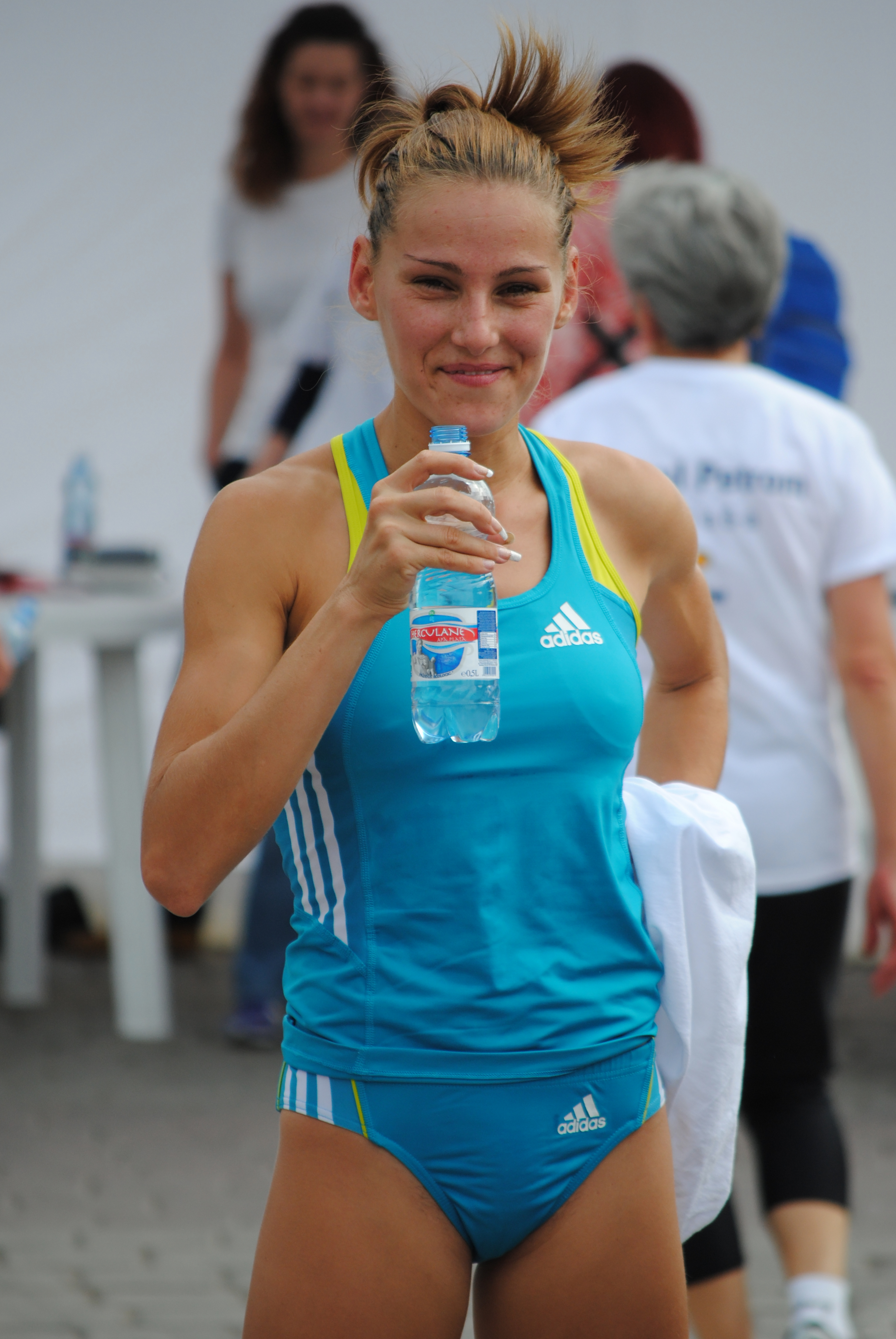
Nur bedingt durch die zu spät disqualifizierten Dopingsünderinnen konnte Ancuța Bobocel ihr eigentlich erworbenes Finalstartrecht nicht wahrnehmen

Weitere im dritten Vorlauf ausgeschiedene Hindernisläuferinnen:

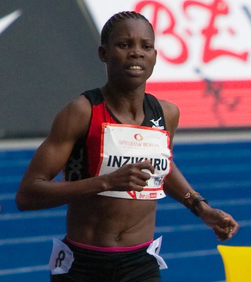
Dorcus Inzikuru – Rang sechs
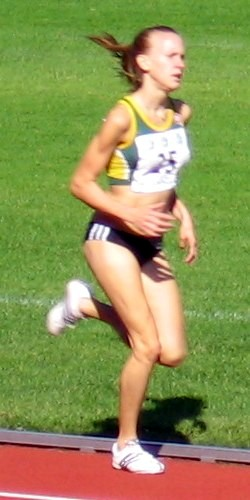
Sandra Eriksson – Rang sieben
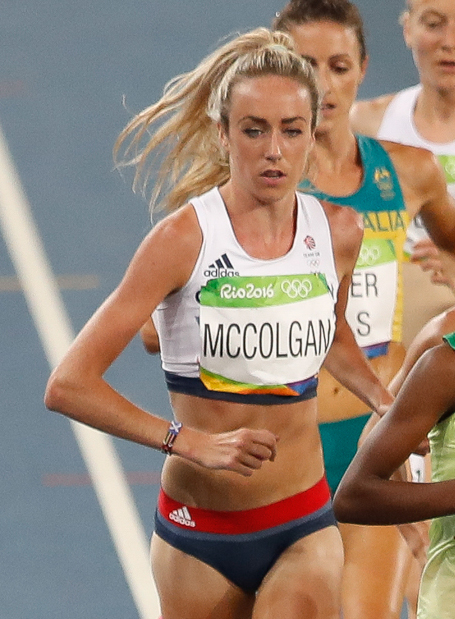
Eilish McColgan – Rang acht
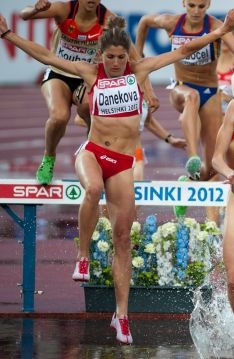
Silwija Danekowa – Rang zehn
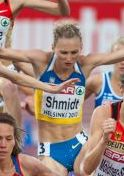
Switlana Schmidt – gedopt und disqualifiziert

## Finale
6. August 2012, 21:05 Uhr
| Platz | Name                  | Nation      | Zeit (min) | Anmerkung |
| ----- | --------------------- | ----------- | ---------- | --------- |
| 01    | Habiba Ghribi         | Tunesien    | 9:08,37    | NR        |
| 02    | Sofia Assefa          | Äthiopien   | 9:09,84    |           |
| 03    | Milcah Chemos Cheywa  | Kenia       | 9:09,88    |           |
| 04    | Hiwot Ayalew          | Äthiopien   | 9:12,98    |           |
| 05    | Etenesh Diro          | Äthiopien   | 9:19,89    |           |
| 06    | Antje Möldner-Schmidt | Deutschland | 9:21,78    |           |
| 07    | Gesa Felicitas Krause | Deutschland | 9:23,52    |           |
| 08    | Emma Coburn           | USA         | 9:23,54    |           |
| 09    | Mercy Wanjiku Njoroge | Kenia       | 9:26,73    |           |
| 10    | Clarisse Cruz         | Portugal    | 9:32,44    |           |
| 11    | Poļina Jeļizarova     | Lettland    | 9:38,56    |           |
| 12    | Bridget Franek        | USA         | 9:45,51    |           |
| DNF   | Gulnara Galkina       | Russland    |            |           |
| DOP   | Julija Saripowa       | Russland    | 9:06,72    | [ 2 ]     |
| DOP   | Marta Domínguez       | Spanien     | 9:36,45    | [ 4 ]     |

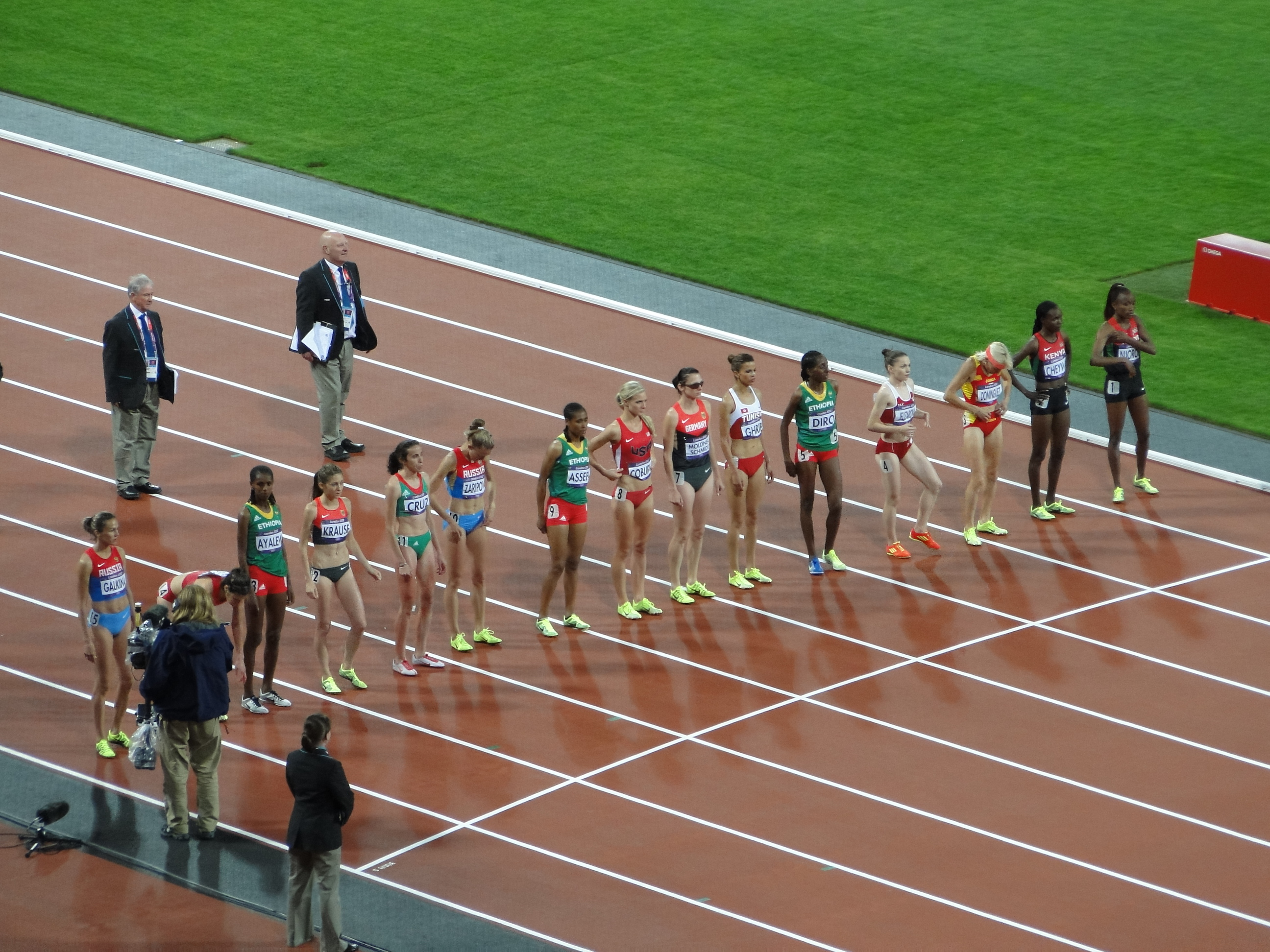
Startaufstellung vor dem Finale (v. l. n. r.):
Galkina, Franek, Ayalew, Krause, Cruz, Saripowa, Assefa, Coburn,
Möldner-Schmidt, Ghribi, Diro, Jeļizarova, Domínguez, Cheywa, Njoroge

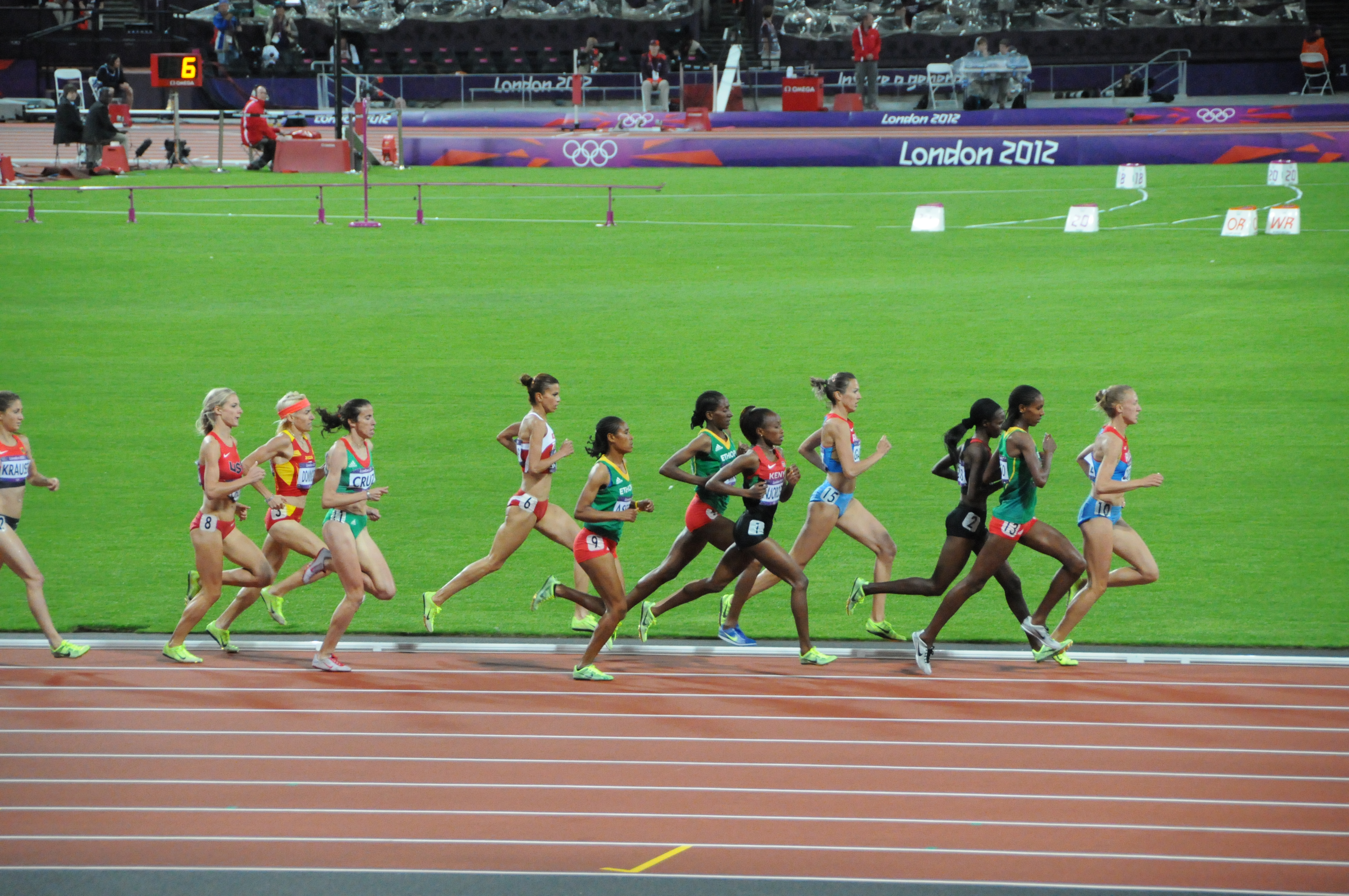
Rennszene (v. r. n. l.):
Saripowa, Ayalew, Cheywa, Galkina, Njoroge, Diro, Assefa, Ghribi, Cruz, Domínguez, Coburn, Krause

Für das Finale hatten sich alle drei Äthiopierinnen, zwei Deutsche, zwei Kenianerinnen, und zwei US-Amerikanerinnen qualifiziert. Hinzu kamen je eine Teilnehmerin aus Lettland, Portugal, Russland und Tunesien. Darüber hinaus waren noch die beiden erst nach den Spielen des Dopingmissbrauchs überführten Läuferinnen aus Russland und Spanien im Endlauf dabei.
Als Favoritin galt die später als Dopingsünderin disqualifizierte Russin Julija Saripowa. Ihre stärksten Gegnerinnen wurden in der Tunesierin Habiba Ghribi sowie der russischen Olympiasiegerin von 2008 und Weltrekordinhaberin Gulnara Galkina gesehen.
Die ersten beiden Kilometer wurden in einem nicht allzu zügigen Tempo zurückgelegt, sodass das Feld lange zusammenbleiben konnte – erster km: 3:06,24 min / zweiter km: 3:05,36 min. Erst drei Runden vor Schluss hatte sich eine siebenköpfige Spitzengruppe gebildet. Vorne lagen Saripowa, Ghribi, die Kenianerinnen Mercy Njoroge und Milcah Cheywa sowie die drei Äthiopierinnen Sofia Assefa, Etenesh Diro und Hiwot Ayalew. Galkina hatte schon vorher das Rennen abbrechen müssen.
Auf dem letzten Kilometer wurde es deutlich schneller, woraufhin Njoroge und Diro am Wassergraben aus der Spitzengruppe herausfielen. Saripowa und Ghribi hielten sich mit hohem Tempo vorne, Assefa löste sich mit Abstand zu den beiden Führenden von ihren Mannschaftskameradinnen. Cheywa versuchte jedoch noch einmal anzugreifen, doch Assefa konnte ihren Platz behaupten. In der letzten Runde attackierte Ghribi die Russin, doch Saripowa zog ihr Rennen durch und ging mit ihren schnellen letzten tausend Metern in 2:55,12 min als Erste durchs Ziel. Für Ghribi kam auf dem zunächst zweiten Platz noch ein neuer Landesrekord heraus. Assefa hielt mit 0,04 s Vorsprung auf Cheywa gerade so ihren Medaillenrang. Nach Saripowas Disqualifikation gewann somit Habiba Ghribi Gold, Silber ging an Milcah Cheywa und auch die so knapp geschlagene Sofia Assefa blieb am Ende mit Bronze nicht ohne Medaille. Drei Sekunden dahinter folgte Hiwot Ayalew als Vierte, weitere sechs Sekunden später Etenesh Diro vor den beiden Deutschen Antje Möldner-Schmidt und Gesa Felicitas Krause.

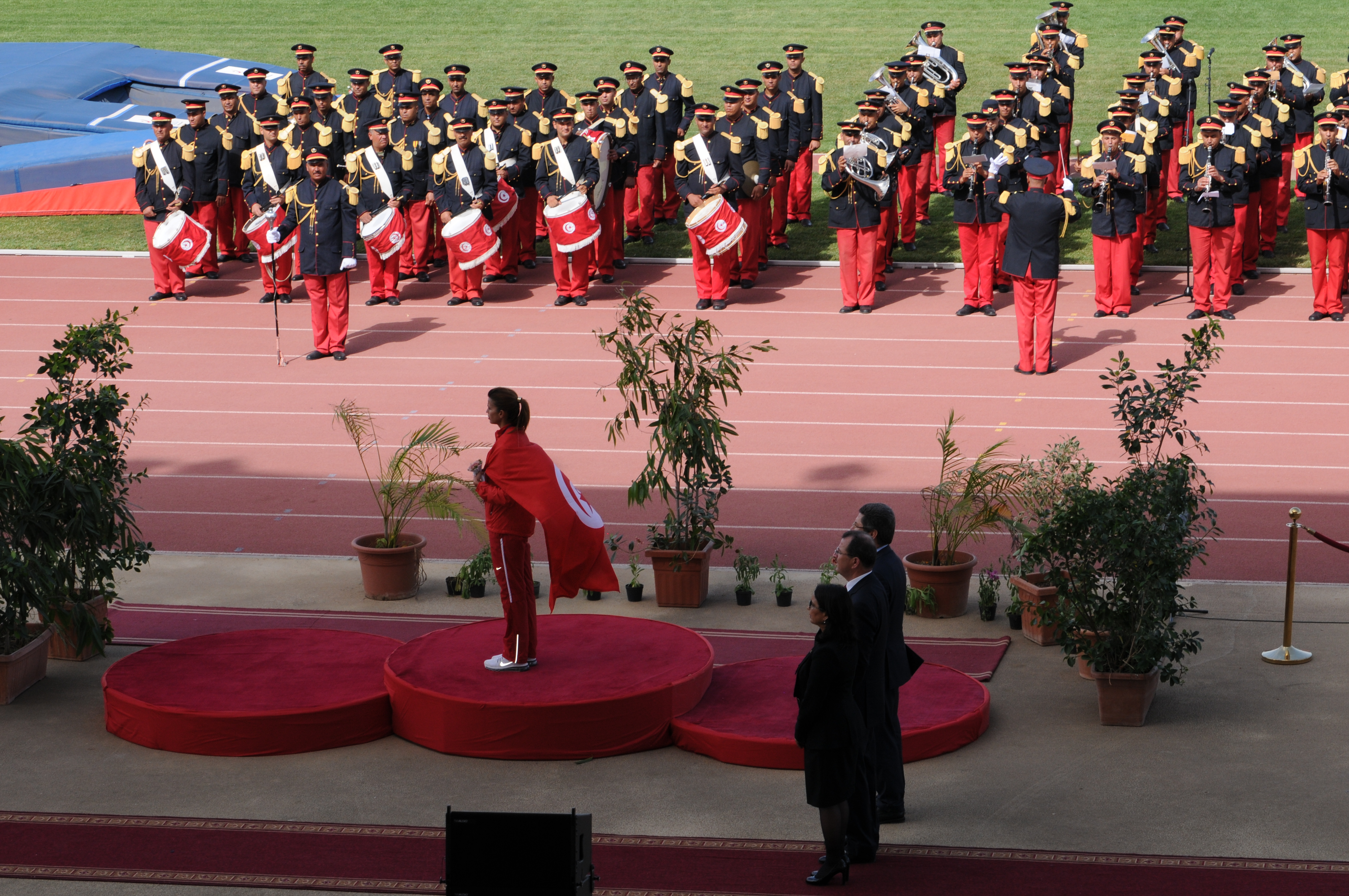
Zeremonie zur nachträglichen Verleihung der Goldmedaillen für Habiba Ghibri
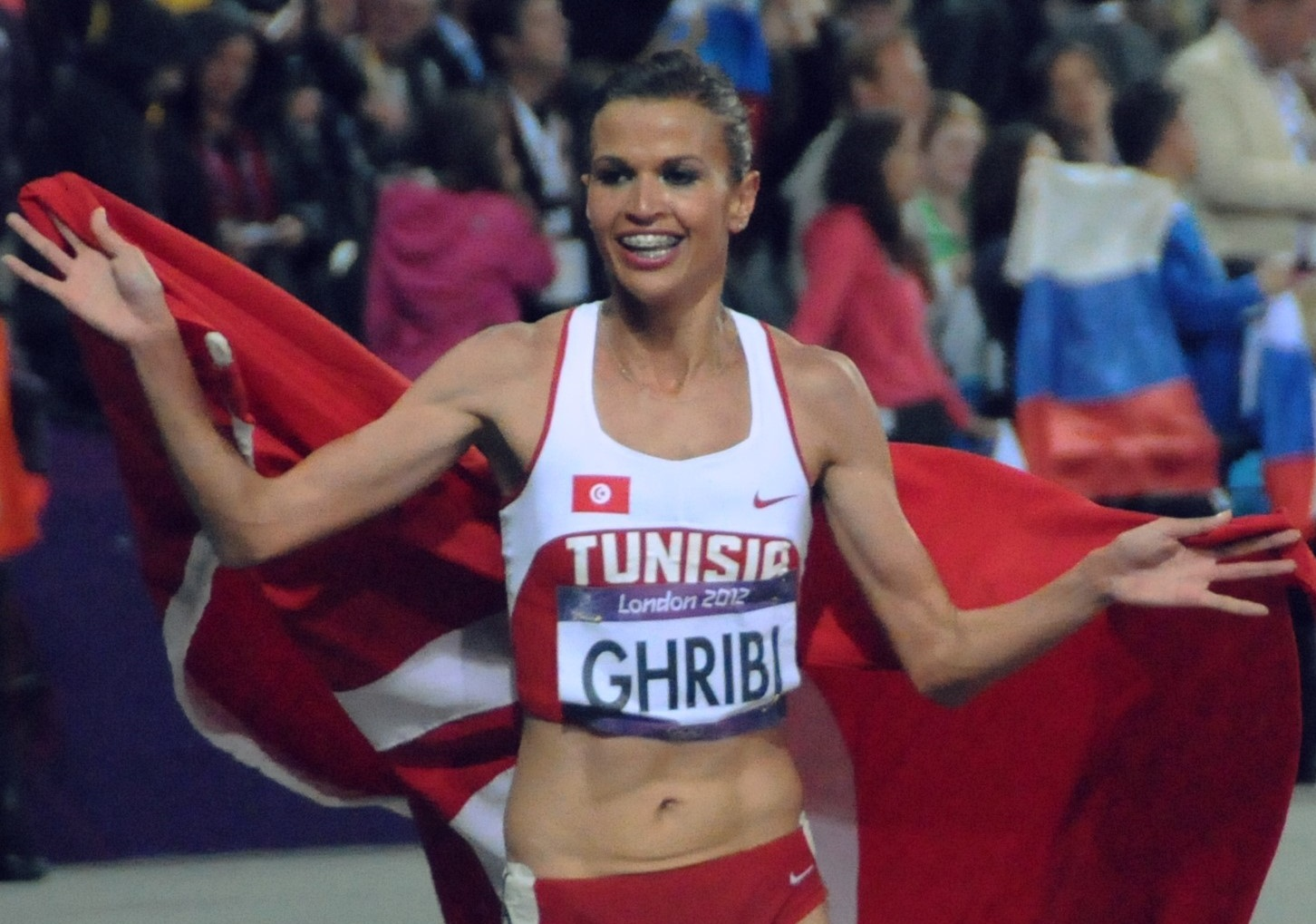
Olympiasiegerin: Habiba Ghribi
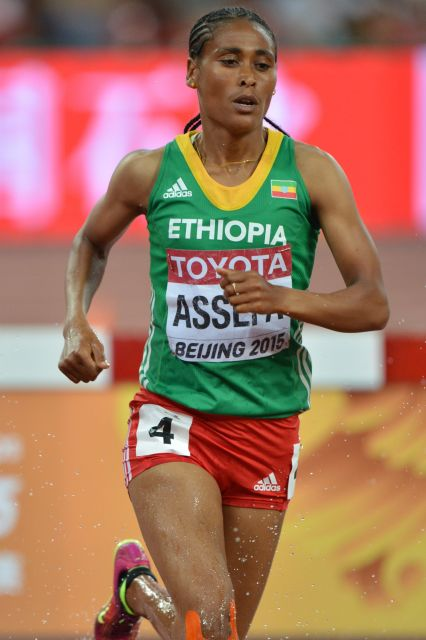
Silbermedaille: Sofia Assefa
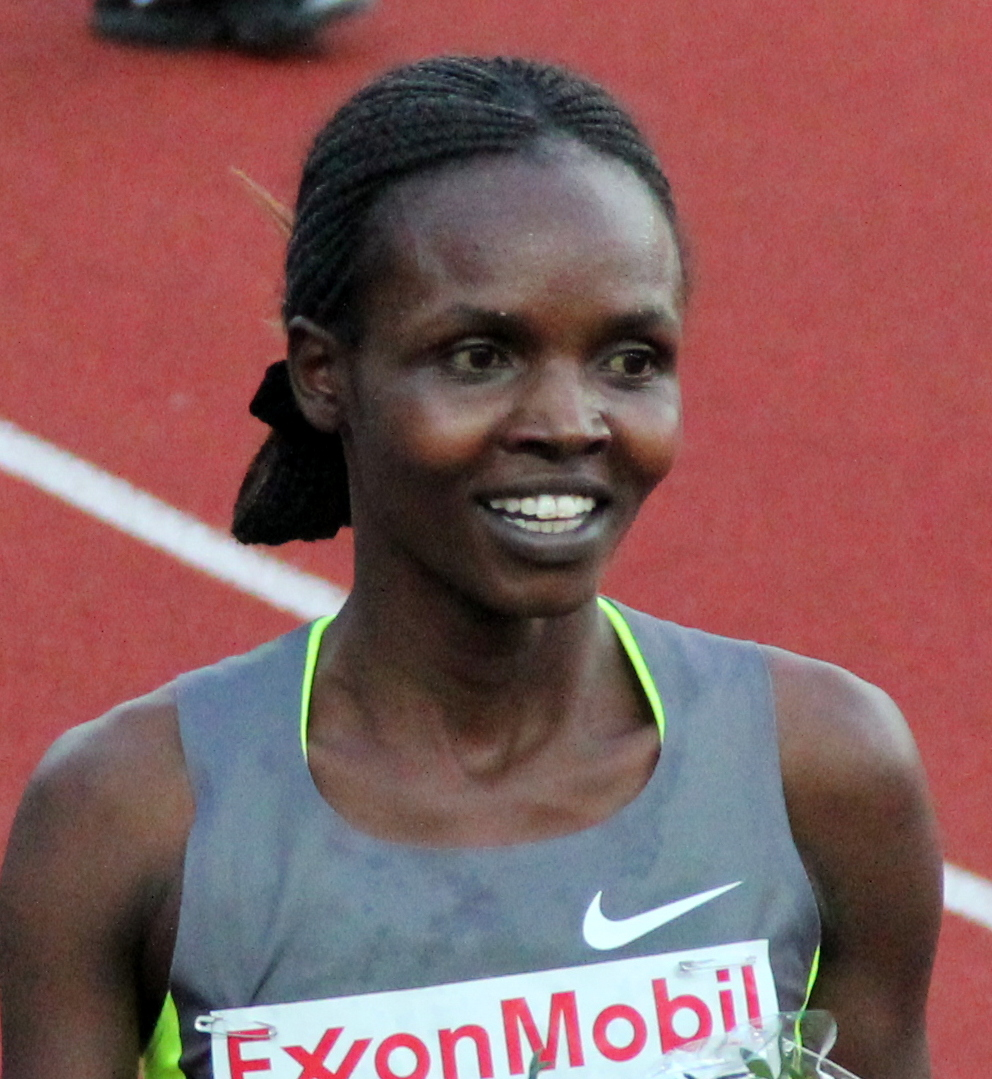
Bronzemedaille: Milcah Cheywa

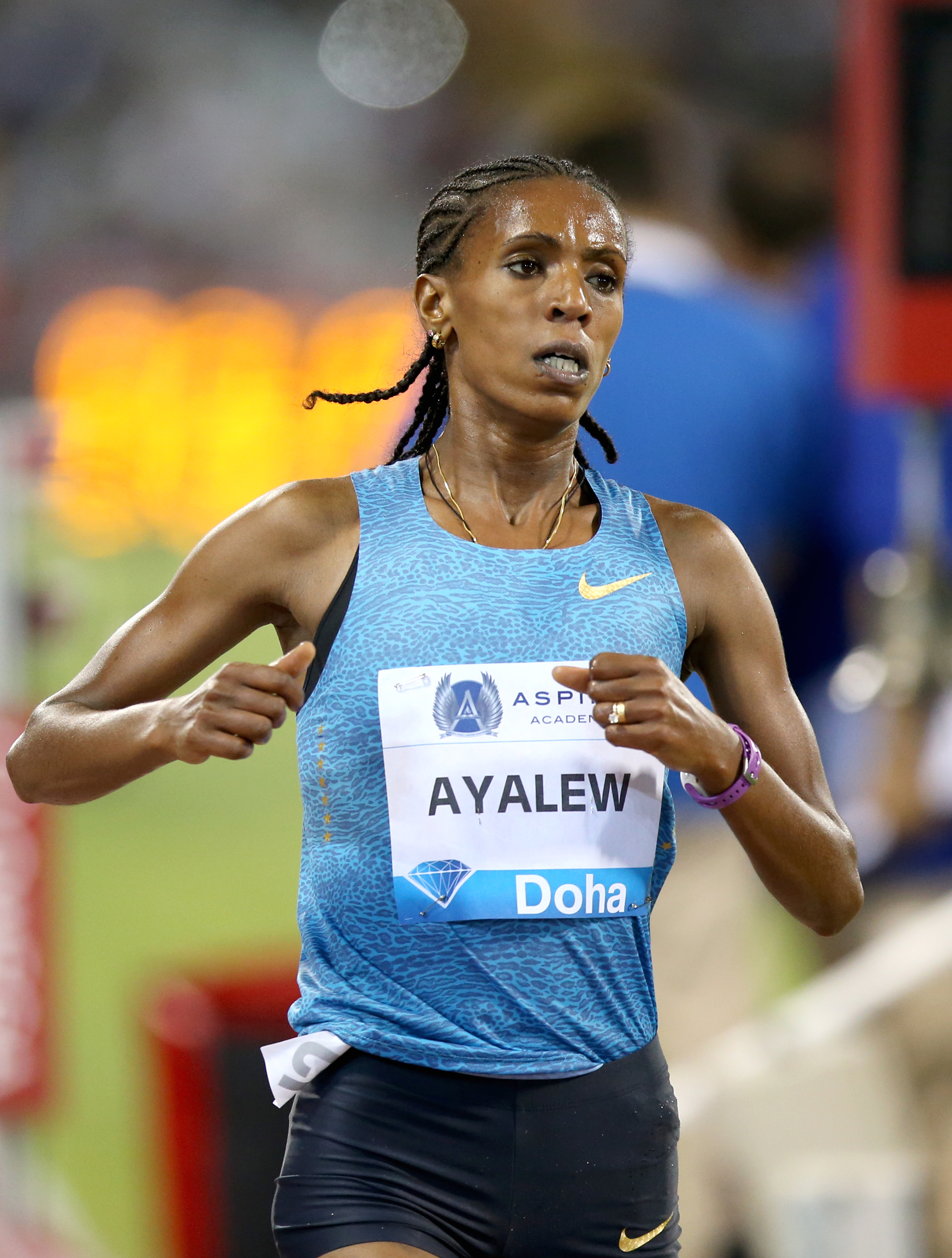
Hiwot Ayalew erreichte Platz vier
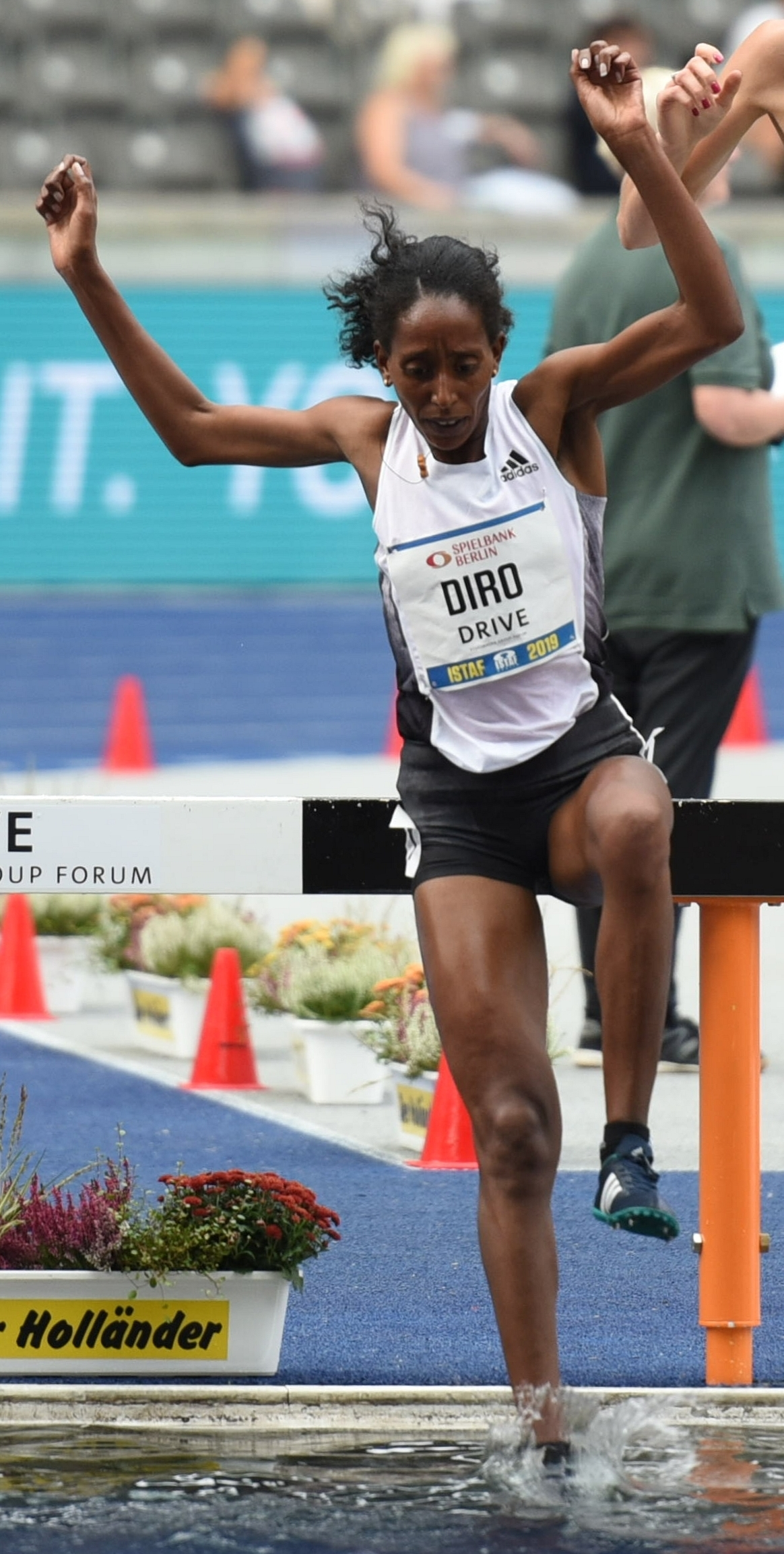
Rang fünf für Etenesh Diro
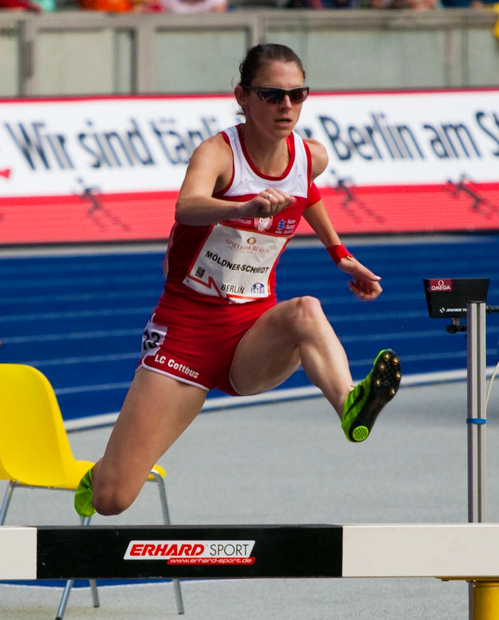
Antje Möldner-Schmidt wurde Olympiasechste
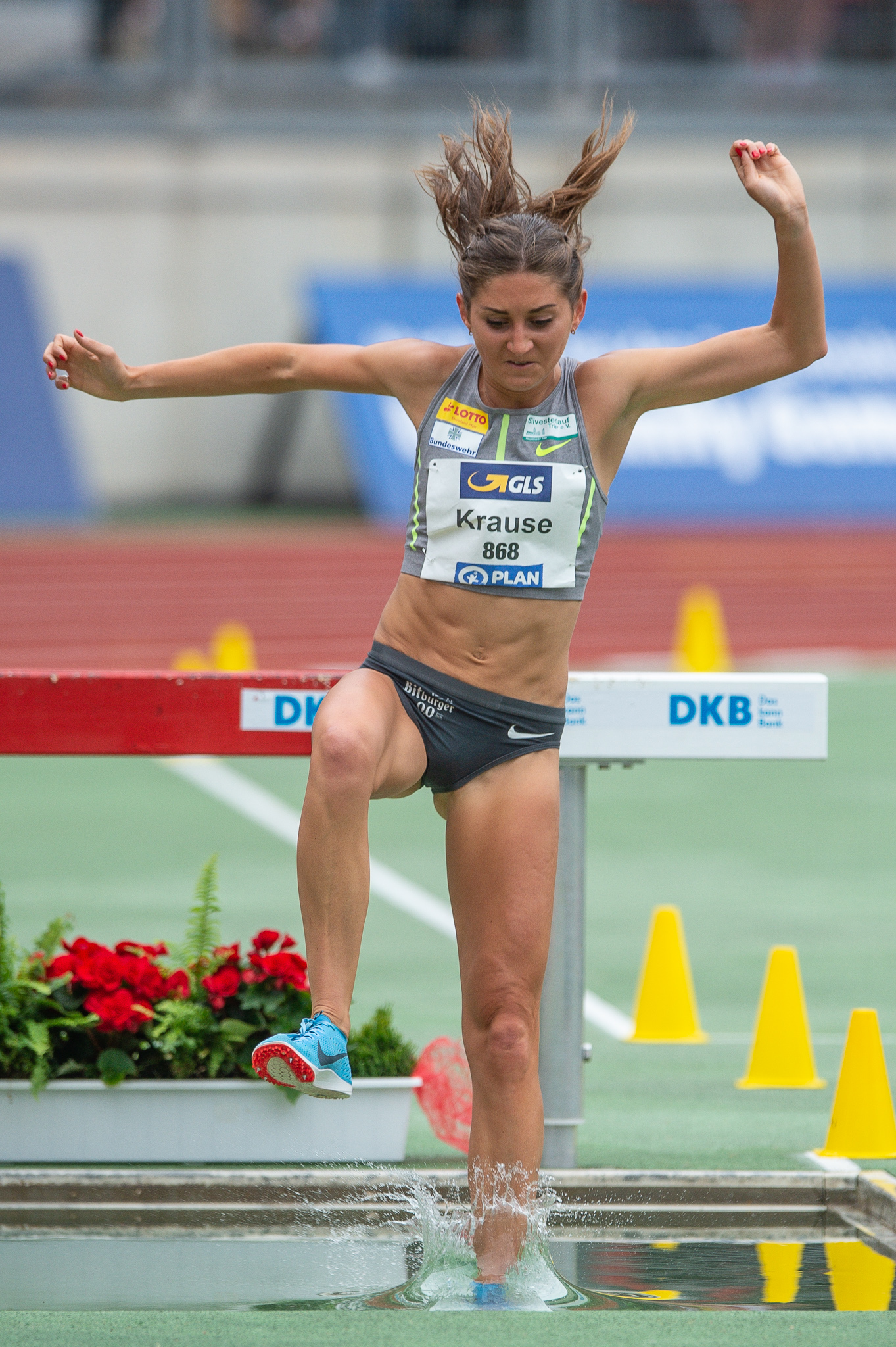
Gesa Felicitas Krause kam auf den siebten Platz
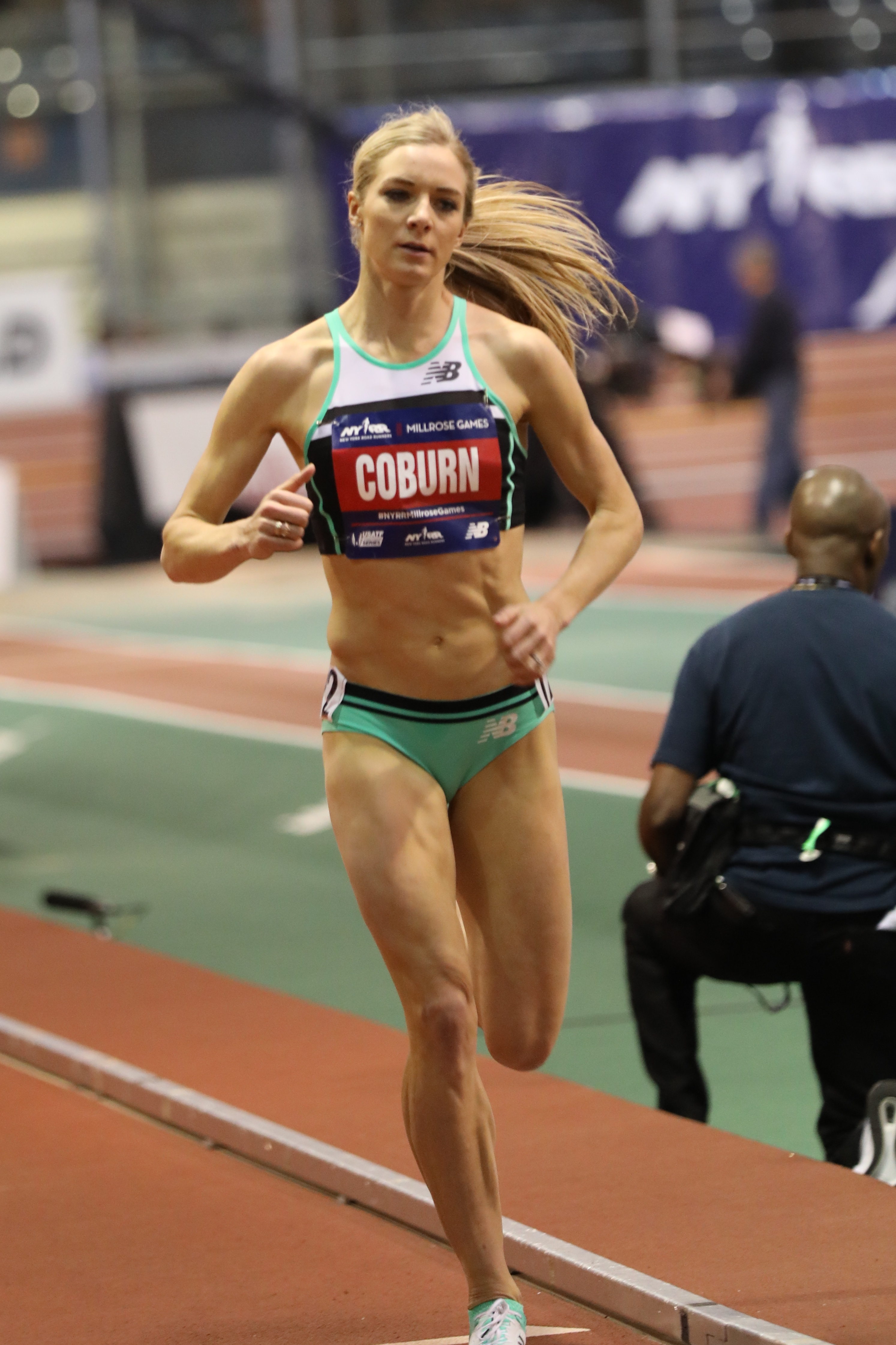
Die achtplatzierte Emma Coburn
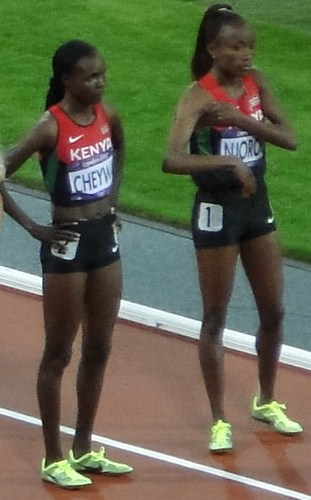
Mercy Wanjiku Njoroge (rechts) – Rang neun
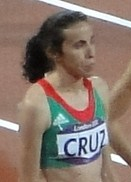
Clarisse Cruz – Rang zehn
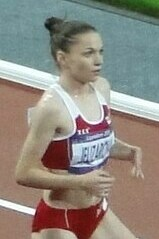
Poļina Jeļizarova – im Vorlauf lief sie lettischen Landesrekord, im Finale wurde sie Elfte
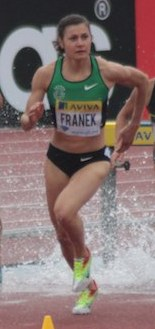
Bridget Franek belegte Rang zwölf
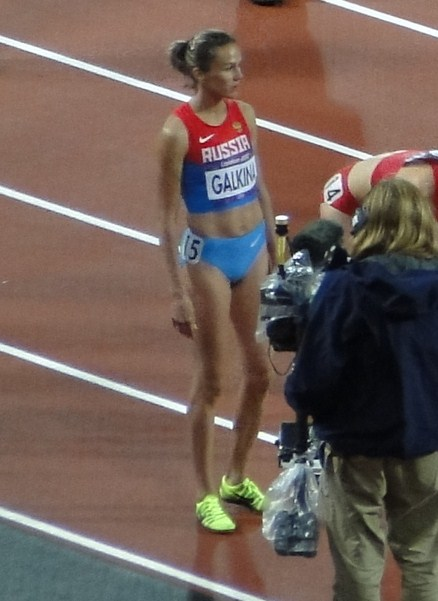
Gulnara Galkina, Olympiasiegerin von 2008, hatte nicht die Form von vor vier Jahren und gab das Rennen auf
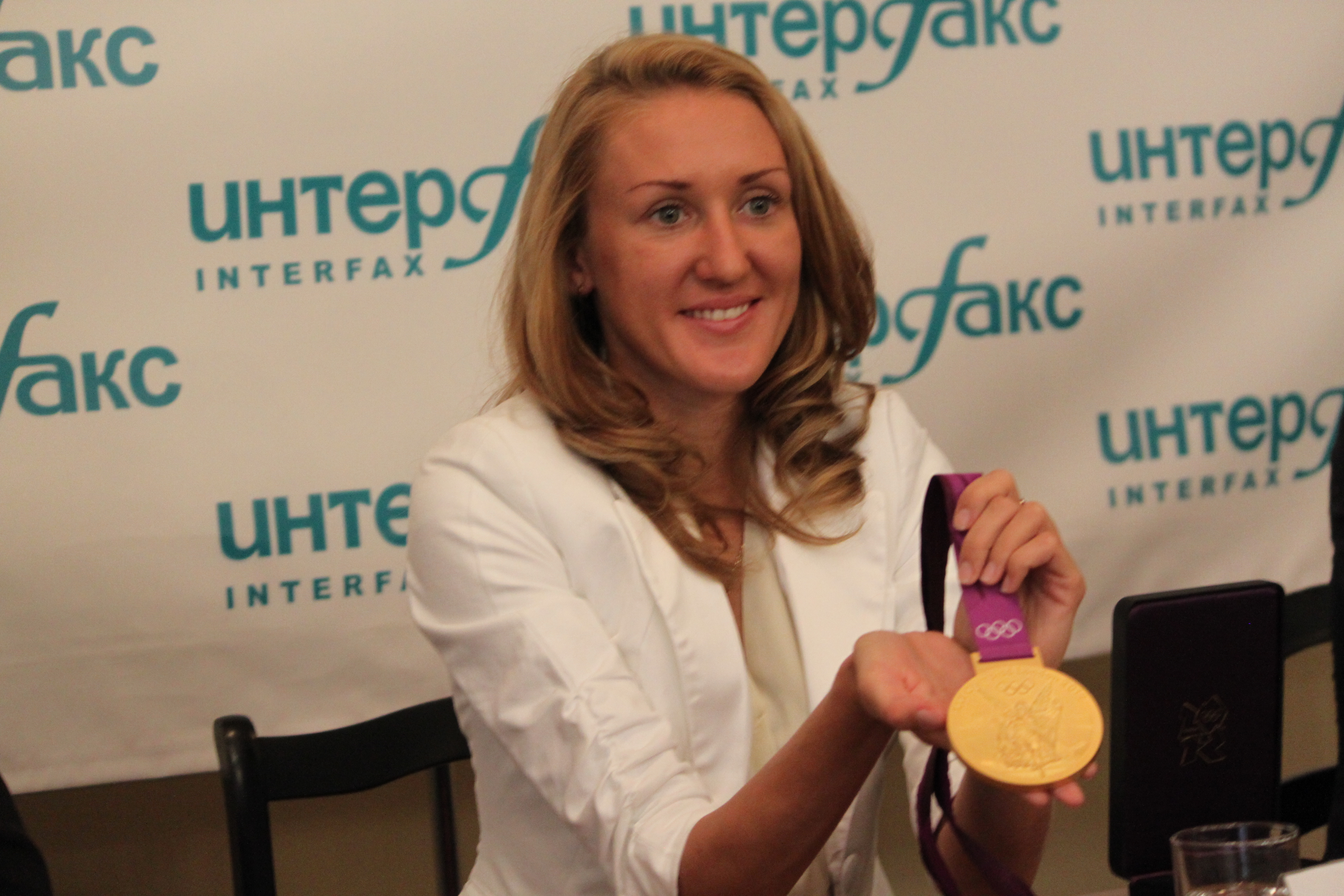
Julija Saripowa – gedopt und disqualifiziert
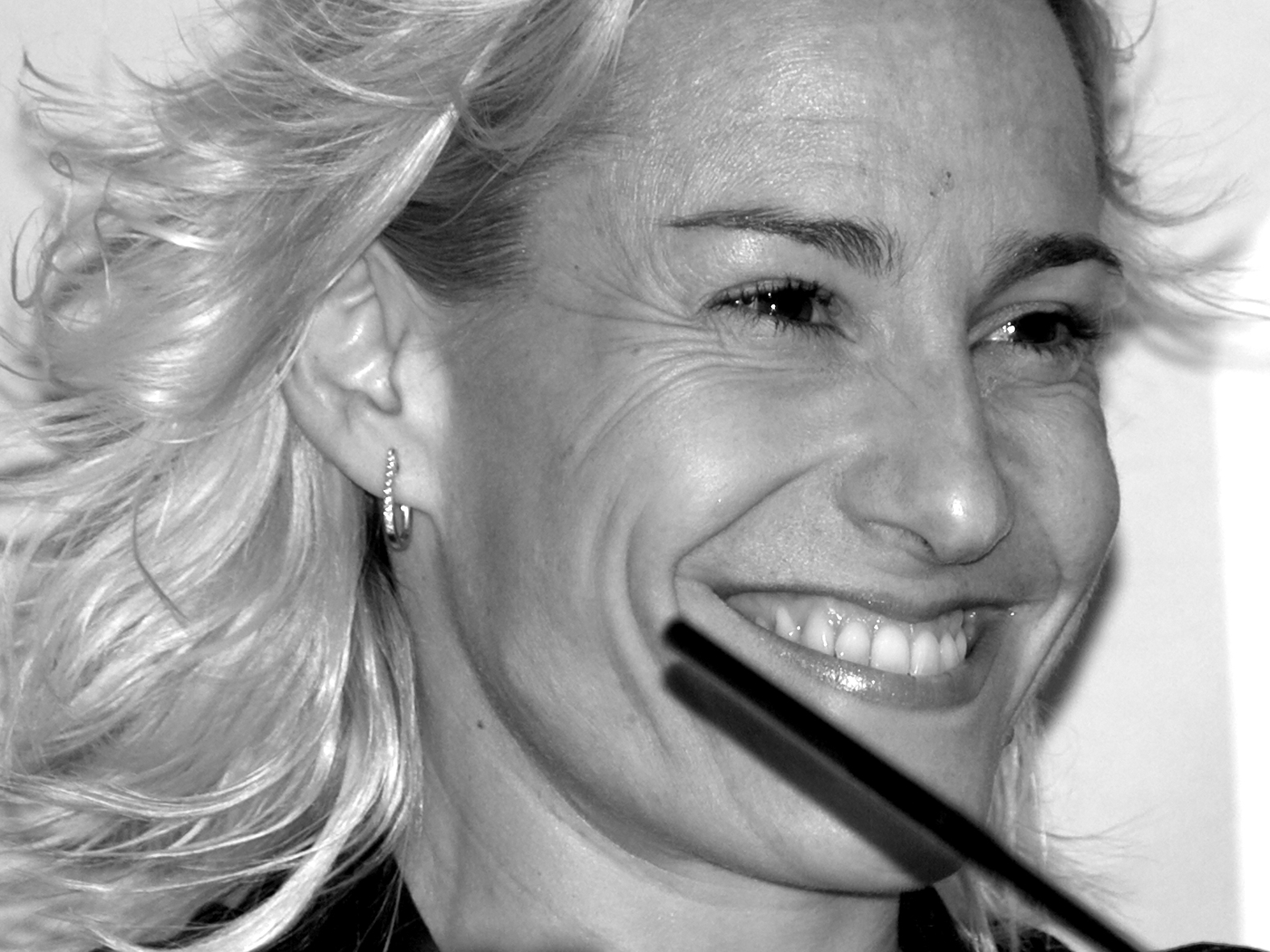
Die gedopte Spanierin Marta Domínguez

## Videolinks
- Women's Steeplechase Full Replay - 3000m Round 1 - London 2012 Olympics, youtube.com, abgerufen am 17. April 2022
- Women's 3000m Steeplechase - London 2012 Olympics, youtube.com, abgerufen am 17. April 2022